# Frank Wielaard
Frank Wielaard is een Nederlandse sportverslaggever die werkzaam is voor de NOS. Hij doet verslag van onder meer voetbal, boksen, basketbal, kanovaren, boogschieten en ijshockey.
Zijn carrière begon bij de regionale omroep. Hij werkte eerst voor RTV Oost en later, van 2002 tot 2010, voor Omroep Gelderland. Vanaf 1998 is Wielaard freelance in dienst van de NOS, vooral als commentator voor NOS Langs de Lijn. Bij de Olympische Zomerspelen 2012 in Londen werd Wielaard ingezet bij sporten die wat minder bekend zijn. Zo versloeg hij de vierde plaats van handboogschutter Rick van der Ven live op Nederland 1. Door het vertrek van een aantal commentatoren krijgt Wielaard ook meer wedstrijden voor NOS Studio Sport. Tijdens het Wereldkampioenschap voetbal 2014 werd hij opgesteld als live televisiecommentator. Dit kwam onder meer door het aangekondigde vertrek van Bas Ticheler, na het WK werd hij perschef van het Nederlands Elftal. Ronald van der Geer werd doorgeschoven naar de radio, Wielaard naar televisie. Hij mocht enkele wedstrijden van live commentaar voorzien. Ook op het Europees kampioenschap voetbal 2016, het Wereldkampioenschap voetbal 2018 en het Europees kampioenschap voetbal 2020 was Wielaard televisiecommentator.
Vanaf 2010 werkte Wielaard ook voor Sport 1 en vanaf 2011 voor Eurosport. In het begin van het seizoen 2015/2016 vertolkte Wielaard de rol van back-upcommentator bij de UEFA Champions League-wedstrijden op SBS6. Als een verbinding wegvalt, was Wielaard degene die de kijkers moet informeren. Bovendien sprak hij voor deze zender samenvattingen in van wedstrijden in de Jupiler League.
In september 2015 tekende Wielaard een vast contract bij de NOS. Hiermee kwam een einde aan zijn werkzaamheden voor SBS6, Eurosport en Sport 1.